# Военный сборник
«Военный сборник» — ежемесячный военный журнал на русском языке, официальный орган Военного министерства Российской империи.
Военный журнал выходил в период с 1858 года по 1917 год. В период с 1911 года по 1916 год журнал имел неофициально приложение, выходившее под названием «Военно-исторический сборник», со статьями, посвящёнными почти исключительно русской военной истории.

## История
Журнал основан в 1858 году по мысли Д. А. Милютина, высказанной ещё в 1856 году, бывшего тогда профессором Императорской военной академии. Мысль эту поддержали командир Гвардейского корпуса генерал-адъютант Н. Ф. Плаутин и начальник его штаба генерал-адъютант граф Э. Т. Баранов, предположение которых об издании «Военного сборника» удостоилось Высочайшего одобрения.
Программа журнала состояла из 4 отделов:
1. официальный (извлечения из Высочайших приказов, приказы военного министра и прочие официальные документы;
2. военные науки (тактика, военная администрация, фортификация и артиллерия);
3. литературный (рассказы из военного быта, мемуары, путешествия, биографии);
4. смесь (открытия и опыты разного рода, библиографические известия и прочее).

«Военный сборник» был подчинён общей цензуре; предписывалась обязательная подписка для всех штабов, начиная со штабов отдельных батальонов.
Редактирование было возложено на профессоров Военной академии В. М. Аничкова и Н. Н. Обручева (по военной части), и на публициста Н. Г. Чернышевского (по литературной части). Издание «Военного сборника» при штабе Гвардейского корпуса продолжалось менее года.
С 1 января 1859 года главным редактором «Военного сборника» был назначен известный военный писатель генерал-майор П. К. Меньков, который и оставался на этой должности до 16 апреля 1872 года.
Направление, в котором до 1859 года велся «Военный сборник», было признано не соответственным. Он имел присущий журналистике той эпохи резко обличительный характер; новому редактору было указано сделать его более умеренным и научным. На «Военный сборник» была распространена и специально военная цензура. Новую редакцию встретило недружелюбное отношение со стороны общества, выразившееся в уходе большей части прежних сотрудников и уменьшении подписки. Было недовольство новым редактором и среди высших военно-административных кругов.
Вот характерные выдержки из дневника П. К. Менькова за 1859 год: «Главнокомандующий 1-й армией князь Горчаков жалуется на „Военный сборник“, что он подрывает понятие о дисциплине… Генеральный штаб на меня дуется как мышь на крупу; гвардейский штаб за статью „Офицерская школа“ проглотить готов; дежурство смотрит неприязненно за неправильный, будто, взгляд на нашу военную систему вообще и на систему резервов наших в особенности. Словом, невзгода общая».
Однако, император Александр II остался доволен новым направлением «Военного Сборника», что выразил в собственноручной резолюции (в 1859 году): «Читал с удовольствием и благодарю искренно главного редактора за данное направление, совершенно соответствующее Моим желаниям».
1860 и 1861 годы были самыми тяжёлыми годами для «Военного сборника» — он сильно был стеснен цензурой, которая доходила до того, что статьи, уже напечатанные в официальном «Морском сборнике», не были разрешаемы военным цензором в «Военном сборнике» даже в отрывках. Когда во главе военного министерства стал Д. А. Милютин, «Военный сборник» в начале 1862 года был освобождён от всякой предварительной цензуры, как гражданской, так и военной, что, впрочем, не избавило редактора от цензурных огорчений. Военный цензор генерал-майор Штюрмер часто представлял военному министру записки с замечаниями на вышедшие книжки «Военного сборника», и редакция была вынуждена представлять по этому поводу подробные объяснения.
В 1858 году «Военный сборник» имел 44 сотрудника, из которых, за исключением 5 гражданских лиц, все были офицеры. В 1859 году лишь около четверти прежних сотрудников продолжали работу при новой редакции, и тогда пришлось обратиться к новичкам в литературе. При таких затруднительных обстоятельствах редакцией «Военного сборника» было принято за правило все непринятые статьи возвращать авторам не только с объяснением причин, но и с подробным указанием на недостатки и слабые стороны сочинения. Этим способом редакция, приобретая доверие своих сотрудников, надеялась поощрить молодых военных писателей к работе. Подобный порядок, однако, поглощал много времени, и потому с 1860 года был отменен.
С течением времени, по мере развития среди русского офицерства склонности к литературным занятиям и приобретения соответствующего навыка, число сотрудников «Военного сборника» начало возрастать, причём широкое участие в этом издании принимали почти все выдающиеся русские военные авторитеты. По свидетельству современника (письмо к П. К. Менькову генерала Л. Н. Клугина), «„Военный сборник“ был встречен общим приветствием большинства читающих военных. Главная тому причина состояла в том, что в журнале этом резко коснулись некоторых невыгодных сторон нашего военного быта. Такому направлению нового журнала более впечатлительная часть военного сословия была чрезвычайно рада; ещё более обрадовалось она, когда увидела, что и начальство не уходит от суда гласности в своих, хотя и общих, но тем не менее не всегда благонамеренных действиях… Но если одна сторона в таком направлении нового журнала видела зарю нашего очищения, другая ужаснулась его, боясь за дисциплину и субординацию. Третьи испугались за себя. Теперь все возможно печатать в „Военном сборнике“, пожалуй, напечатают и обо мне, — вот мысли некоторых боящихся суда гласного, которые, нельзя сомневаться, имели бы последствия благодетельные при продолжении опасений. Четвёртые — меньшинство — заговорили на манер того, как рассуждают патриоты „Мёртвых душ“: „Захотел высказывать печатно все это, пожалуй, узнают иностранцы, — что о нас тогда скажут“. Наконец, последние, по преимуществу кроме уставов ничего не читающие, положительно обижались. Один полковой командир пошёл жаловаться к начальнику дивизии на появление статьи („Солдат и офицер“), в которой приводились примеры нелепых действий, будто у него виденных, и которую он сам ни прежде, ни после жалобы не читал, а основал жалобу на показании читающего приятеля. И вся эта разноголосица покрывалась, как видно из сказаннаго выше, голосом читающих с толком, „чающих движения воды“ для исцеления наших недугов. Эти чающие, хотя, быть может, и сами заматерели во многом нехорошем, понимали, что, увидевши ясно болезнь, скорее её можно излечить».
Так как большинство читателей «Военного сборника» в 1860-х годах принадлежало к разряду таких лиц, которые ищут в чтении лишь препровождение времени, а отнюдь не поучительности, то редакции «Военного сборника» нельзя было разом перейти к печатанию серьёзных статей, а нужно было, скрывая на первых порах поучительность под лёгкостью литературных форм и понемногу усиливая серьёзность статей, постепенно приучать уже большинство читателей к серьёзному труду. В этих видах, по необходимости, пришлось на время приостановить печатание некоторых учёных статей, обратив преимущественное внимание на разные исторические очерки, рассказы очевидцев из прошлых войн, случаи из военной жизни и прочем, и действительно статьи этой категории составляли значительное большинство всех статей «Военного сборника» за этот период.
Д. А. Милютин, желая сделать «Военный сборник» вполне органом военного министерства, посредством которого последнее знакомило бы войска с той внутренней работой, которая велась в нём по преобразованиям в армии, предоставил журналу право оповещать читателей о ходе этой работы и давать документальный о ней материал. С 3-й книжки 1862 года сведения этого рода начинают помещаться регулярно, причём проводится мысль, что для вполне успешных преобразований слишком недостаточно одной только правительственной деятельности, необходимо, чтобы всё военное общество дружно и единодушно содействовало реформе, гласно обсуждая достоинства и недостатки существующих установлений…
Лицо «Военного сборника», определившееся, таким образом, в 1862 году, до 1869 года, то есть до объединения редакций с газетой «Русский инвалид», продолжало оставаться почти без изменений. В 1867 году, по случаю первого 10-летия «Военного сборника», был издан первый систематический указатель содержания журнала за 1858—1867 годы, по образцу которого впоследствии издавались дальнейшие указатели.
Слияние в 1869 году редакций «Русского инвалида» и «Военного сборника» находилось в ближайшей связи с начатым изданием газеты «Правительственный вестник» и с преобразованием газеты «Русский инвалид» в специальный орган военного министерства, благодаря чему она сблизилась по своему назначению с другим органом того же министерства, — «Военным сборником», откуда соединение их и явилось вполне естественным. При слиянии обоих изданий имелось в виду, что издания эти, преследуя однородные цели, должны дополнять друг друга. На «Русский инвалид» возложена была обязанность «следить за многосторонними текущими явлениями и событиями в военном мире», а «Военный сборник» должен был «посвятить свои страницы всесторонней разработке собственно военного дела».
16 апреля 1872 года главным редактором «Русского инвалида» и «Военного сборника» был назначен состоявший в течение 10 лет помощником П. К. Менькова генерального штаба полковник А. И. Лаврентьев, продолжавший в прежнем духе и направлении ведение обоих изданий.
4 октября 1893 года, вместо А. И. Лаврентьева, главным редактором был назначен генерал-майор Н. А. Лачинов, бывший до того его помощником. Н. А. Лачинов, находясь во главе редакций «Военного сборника» и «Русского инвалида» около 6 лет, не внёс каких-либо новшеств в эти издания.
3 августа 1899 года, вместо генерал-лейтенанта Лачинова, был назначен новый главный редактор генерального штаба полковник А. А. Поливанов. Военным министром генералом Куропаткиным был дан при этом целый ряд указаний, имевших целью сделать издание «Военного сборника» более поучительным и интересным по содержанию, дабы вернее достигнуть преследуемые военно-образовательные задачи по отношению к офицерскому составу русской армии:
«Принимая меры к оживлению нашей военной периодической печати, мы должны помогать сему не только деньгами, но, главное, предоставлением большого права обсуждения разных военных вопросов, чем это допускается ныне. Печать — страшная сила и для нас может быть силою весьма полезною. Нельзя черпать все сведения о том, как живёт миллионная наша армия, только из бумаг за нумерами. Нельзя вводить разные перемены только путём комиссионным… Глубоко уверен, что обсуждение в периодической печати всех вопросов, за исключением секретных, принесёт только пользу. Нельзя допускать личностей».
Годы редактирования «Военного сборника» А. А. Поливановым являются временем значительного оживления этого журнала. С 1 января 1900 года в каждой книжке журнала стали помещаться художественно исполненные портреты выдающихся русских военных деятелей минувших времён, а также художественные приложения, картины военных событий.
В 1902 году военным министерством одобрены были новые меры по установлению связи редакции «Военного сборника» с главными управлениями военного министерства, в видах обеспечения своевременного получения редакцией сведений о разрабатываемых в этих управлениях новых мероприятиях, непосредственно интересующих войска.
17 ноября 1904 года главным редактором «Военного сборника» был назначен профессор Николаевской академии Генерального штаба генерал-майор Ф. А. Макшеев.
В начале 1907 года Комитетом по образованию войск был рассмотрен вопрос о программе и направлении «Военного сборника», с целью наибольшего соответствия его с нуждами и интересами войск. Составленный по этому вопросу председателем этого комитета доклад был утверждён военным министром и препровождён главному редактору «Военного сборника» и «Русского инвалида» для руководства. При обсуждении программы «Военного сборника» комитетом было признано, что она вполне отвечает потребностям военного образования офицера, но по отношению выполнения её был сделан ряд замечаний. Выбор статей в «Военном сборнике», который должен служить интересам всей армии, способствовать общему военному образованию офицеров, сближать между собой отдельные категории вооружённых сил государства и содействовать взаимному пониманию их, по мнению комитета, должен подлежать некоторому изменению в том смысле, что все статьи специального характера, доступные пониманию и отвечающие интересам небольших групп офицеров, не должны быть помещаемы в этом журнале, так как их место в журналах специальных (например в "Артиллерийском журнале, «Инженерном журнале» или «Военно-медицинском журнале»).
1 сентября 1910 года главным редактором «Военного сборника» был назначен полковник (с 6 октября 1910 года генерал-майор) В. В. Беляев, который занимал эту должность до начала Первой мировой войны.
Число подписчиков «Военного сборника» в 1858 году составляло 5063, оно постепенно падало и в 1910 году равнялось всего 2508. Скорее всего это было связано с тем, что журнал постепенно увеличивался в объёме и соответственно повышалась его цена.
В 1911—1916 годах журнал имел неофициально приложение, выходившее под названием «Военно-исторический сборник».
После Октябрьской революции издание «Военного сборника» было прекращено. В 1921 году при Наркомвоенморе было возобновлено общеармейское издание под названием «Военный вестник». В 1923—1930 годах «Военный сборник» издавался обществом ревнителей военной истории в Белграде. С 2013 года в электронной версии издаётся одноимённый журнал.